# Героиды
«Герои́ды», также «Герои́ни» (лат. Heroides) или «Пи́сьма герои́нь» (лат. Epistulae Heroidum) — цикл стихотворных посланий, созданный около 5 г. до н. э. древнеримским поэтом Публием Овидием Назоном.

## История написания
«Героиды» насчитывают 21 стихотворное послание (эпистолу). Каждое написано от лица мифологической (Федра, Медея) или исторической (Сафо) героини, которая находится в разлуке со своим возлюбленным или брошена им. В настоящее время Овидию приписывается пятнадцать посланий-героид.
Первый пример данного жанра в римской литературе — о чём сам Овидий упоминает в своей «Науке любви» (III, 346). Заглавие «Героид» появилось впоследствии и встречается у грамматика VI в. н. э. Присциана (X, 54: Ovidius in Heroidibus).
Не все письма одинаковы по стилю, но большинство обличает руку мастера, с необыкновенною лёгкостью входящего в положение и настроение избранных им лиц, живо и точно воспроизводящего их мысли, чувства и характеры. По форме своей «Героиды» в известной степени являются плодом риторического образования автора; это как бы увещательные речи (суазории), в составлении которых на вымышленные темы любили упражняться в риторских школах у римлян, и которые у Овидия, по свойству таланта, принимали, как это заметил ещё слышавший его школьные декламации Сенека-старший, поэтическое выражение.

## Содержание

### Послания I—XV
I. Пенелопа — мужу Одиссею, странствующему после взятия Трои.

II. Филлида, дочь царя Фракии Ликурга — своему возлюбленному Демофонту, который отплыл домой в Афины и не вернулся в назначенный срок.

III. Брисеида, дочь Бриза — Ахиллу, отвергнувшему её после того, как её насильно увели к Агамемнону.

IV. Федра, жена Тесея — своему пасынку Ипполиту, признаваясь в любви.

V. Нимфа Энона — Парису, который её оставил.

VI. Гипсипила, царица Лемноса — Язону, который недолгое время был её гостем и любовником.

VII. Дидона — Энею, покидающему её, чтобы плыть в Италию.

VIII. Гермиона, дочь Менелая — своему первому жениху Оресту, с просьбой спасти её от ненавистной свадьбы с сыном Ахилла Неоптолемом.

IX. Деянира — своему мужу Гераклу, живущему с взятой им в плен Иолой, дочерью Еврита, царя Эхалии

X. Ариадна — Тезею, бросившему её на острове Наксосе. (см. Письмо IV)

XI. Канака, дочь Эола — своему брату и любовнику, Макарею, перед самоубийством, к которому её принуждает узнавший об их связи отец.

XII. Медея — Ясону, ушедшему от неё к Креузе.

XIII. Лаодамия, дочь Акаста — своему мужу Протесилаю, который вместе с другими греками отплыл на войну с Троей и впоследствии погиб.

XIV. Гипермнестра — своему мужу Линкею, которого она против воли отца спасла от смерти, и которой самой угрожает за это казнь.

XV. Сафо — покинувшему её Фаону.

### Послания XVI—XXI (парные послания)
XVI. Парис — Елене, убеждая её уйти от мужа и отправиться с ним в Трою

XVII. Ответ Елены Парису.
XVIII. Леандр — Геро, о своей любви к ней.

XIX. Ответ Геро Леандру.
XX. Аконтий — Кидиппе о своей любви и об обещании Кидиппы выйти за него замуж.

XXI. Ответ и согласие Кидиппы.

Долгое время парные послания считались не принадлежащими Овидию. До сих пор ряд исследователей ставят под сомнение его авторство относительно XVI—XXI посланий.

## Переводы на русский язык
Существуют отрывки, переведенные Ломоносовым.
В 1874 году перевод Героид на русский язык был сделан А. Клевановым. В 1902 году в Казани был издан перевод «Героид», выполненный Дмитрий Шестаковым. Его перевод получил положительный отзыв от Александра Блока. В дальнейшем Героиды переводились на русский язык неооднократно.

### Издания русских переводов
- Послания героев и героинь / Пер. А. C. Клеванова // Сочинения П. Овидия Назона все, какие до нас дошли : в 3 т.. — М., 1874. — Т. 1 : Послания героев и героинь. Любовные стихотворения. Искусство любить. Лекарство от любви. Косметики. О рыбах. — 264 с.
- Героини Овидия / Пер. Д. П. Шестакова. — Казань, 1902. — 157 с.
- Овидий. Баллады-послания/ Пер. Ф. Ф. Зелинского — М., Изд. М. и С.Сабашниковых,1913. — 346 с.
- Героиды / Пер. С. А. Ошерова // Овидий. Элегии и малые поэмы / Сост. и предисл. М. Л. Гаспарова; коммент и ред. переводов М. Л. Гаспарова и С. А. Ошерова. — М. : Художественная литература, 1973. — С. 77—144. — 527 с. — (Библиотека античной литературы). — 40 000 экз.
- Овидий. Собрание сочинений : в 2 т. / Вступ. ст. В. С. Дурова. — СПб. : Биографический институт «Студиа Биографика», 1994. — Т. 1 : Любовные элегии. Героиды. Наука любви. Лекарство от любви. Притиранья для лица. Скорбные элегии. Письма с Понта. Ибис. — 512 с.
- Парные послания Овидия / Пер. Н. В. Вулих // Вулих Н. В. Овидий. — М. : Молодая гвардия, 1996. — Приложения. — С. 240—276. — 280 с. — (Жизнь замечательных людей: Серия биографий. Вып. 732). — 10 000 экз. — ISBN 5-235-02286-6.